# Azusa Street Revival
Als Azusa Street Revival (englisch für Azusa-Street-Erweckung) bezeichnet man die pfingstlerische Erweckungsbewegung 1906 bis 1908 ausgehend von der Azusa Street Mission unter Leitung des afroamerikanische Predigers William J. Seymour, die ihren Ursprung in der Azusa Street 312 in Los Angeles hatte und als eines der wichtigsten historischen Ereignisse der aufstrebenden Pfingstbewegung gilt.

## Geschichte
Das Azusa Street Revival nahm seinen Anfang im Jahr 1906, als der junge afroamerikanische Prediger und Evangelist William J. Seymour damit begann, christliche Versammlungen mit einigen wenigen Gefolgsleuten in privaten Häusern zu veranstalten. Seymour sollte eigentlich Pastor einer kleinen Gemeinde in Los Angeles werden, doch wurden dort seine Predigten mit seinen neuen Erfahrungen mit dem Heiligen Geist zurückgewiesen. So begann er, Gottesdienste im Privathaus von Richard D. Asberry in der North-Bonnie-Brae Avenue 214 abzuhalten. Die Gläubigen kamen aus sehr unterschiedlichen gesellschaftlichen Hintergründen, und ab 9. April begannen sie, Erfahrungen mit Geistestaufe und Zungenrede zu machen.
Aufgrund des wachsenden Zulaufes konnte die Versammlung am 14. April in ein größeres Gebäude, eine ehemalige afro-amerikanische Methodistenkirche mit dem Namen Stevens African Methodist Episcopal (AME) Church, in die Azusa Street 312 umziehen, die im Industriegebiet lag. „Es war ein altes Gebäude, das man dort gemietet hatte, mitten im Stadtzentrum gelegen. Früher hatte es als Methodistenkirche gedient, war aber seit langem nicht mehr für Gottesdienste benutzt worden, sondern zu einem Abstellraum für altes Gerümpel, Holz, Mörtel und andere Dinge geworden. Den Schmutz und Schutt hatte man nun soweit zur Seite geräumt, daß Platz genug für einige Bänke entstanden war, die aus leeren Nagelfässern mit Brettern darüber bestanden. Darauf konnten, wenn ich mich recht erinnere, etwa 30 Menschen Platz finden. Diese primitiven Sitzgelegenheiten waren im Viereck angeordnet, so daß die Versammlungsbesucher einander ansehen konnten.“ (Frank Bartleman: Feuer fällt in Los Angeles). Die Versammlung gab sich den Namen Apostolic Faith Mission (deutsch: Apostolische Glaubensmission), und es wurden täglich Versammlungen abgehalten, die für damalige Verhältnisse unkonventionell waren. Es gab keinen fixen Ablauf, spontan wurden Lieder angestimmt, Erlebnisse erzählt, im Gebet Gottes Gegenwart gesucht, was bis zu 12 Stunden dauern konnte. 
Am 18. April 1906 veröffentlichte eine Zeitung in Los Angeles einen kritischen Artikel über Seymour und seine Gemeinde. Am selben Tag ereignete sich das Erdbeben von San Francisco mit über 3000 Toten. Der umherziehende Prediger Frank Bartleman sah sich dazu veranlasst, den Zeitungsartikel mit dem Erdbeben und dem Ende der Welt mittels eines Flugblattes in Verbindung zu setzen. Das Flugblatt verbreitete sich nahezu an der gesamten Westküste und führte dazu, dass Tausende die Versammlungen in der Azusa Street besuchten.
Aufgrund des großen Interesses begann man mit der Veröffentlichung einer eigenen Zeitschrift, die den Namen The Apostolic Faith erhielt und eine Erstauflage von 5.000 Exemplaren hatte. 1907 zählte sie bereits 40.000 Abonnenten. Die Versammlung zog verstärkt Interessierte und Gäste aus der ganzen USA an, die schließlich mit neuen Erfahrungen in ihre Heimatgemeinden zurückkehrten oder selbst neue, pfingstlerisch geprägte Gemeinden gründeten. Die Versammlungen wurden anfangs meist von afroamerikanischen Gläubigen, später jedoch vorwiegend von Latinos und Christen europäischer Herkunft, besucht. Auch Tausende von Pastoren besuchten diese Gemeinde, zudem ließen sich innert kurzer Zeit etliche Mitglieder weltweit aussenden, um das Evangelium in dieser neuen pfingstlichen Form weiterzugeben.
Bereits im Oktober 1906, nachdem sein ehemaliger Lehrer Charles Fox Parham Seymour in der Azusa Street 312 besucht und dort zweimal gepredigt hatte, kam es zum Bruch zwischen den beiden. Denn Parham war nicht mit allen Geschehnissen und Manifestationen in dieser jungen Gemeinde einverstanden, Seymour und seine Ältesten wollten sich jedoch nicht korrigieren lassen, und er erteilte ihm sogar Hausverbot.
Zwei führende Gemeindemitglieder der Apostolischen Glaubensmission, Clara E. Lum und Florence Crawford, entwendeten im gleichen Jahr die Adresskartei von Seymour und gründeten eine Konkurrenzgemeinde in Portland in Oregon und Seattle in Washington. Das Gemeindezentrum in der Azusa Street 312 konnte sich nicht wieder von diesen Rückschlägen und dem Mitgliederverlust erholen, die Erweckung in der Azusa Street kam um 1908 zu Erliegen. 1911 unternahm Seymour eine Predigttour von Chicago aus, und sein Stellvertreter William H. Durham leitete die Gemeinde in dieser Zeit. Aufgrund verschiedener Glaubensauffassungen (englisch Finished Work Controversy) innerhalb der Gemeinde, schloss er Durham aus, der aber eine Mehrheit der Mitglieder mit sich nahm. Dadurch verschwand die Gemeinde von Seymour aus der öffentlichen Wahrnehmung, so dass nach 1912 nur noch eine kleine Minderheit von etwa 20 seiner einstigen Anhänger in der Apostolischen Glaubensmission verblieben war.

## Einfluss
Nach dem US-amerikanischen Religionswissenschaftler John Gordon Melton gilt das Bedürfnis nach Harmonie zwischen den ethnischen Gruppen als ein Hauptgrund für das Wachstum der Bewegung, obwohl in den Jahrzehnten nach der Gründung die Bewegung zunehmend durch Segregation gekennzeichnet wurde. Einfluss erlangte das Azusa Street Revival in der weit verbreiteten, von Afroamerikanern geprägten Church of God in Christ und den beiden bedeutenden Pfingstkirchen Assemblies of God und Church of God (Cleveland).